# Bille Woodruff
Bille Woodruff (* in Denver, Colorado) ist ein US-amerikanischer Film- und Musikvideoregisseur. Einmal trat er auch als Filmproduzent und Kameramann auf.

## Leben
Woodruff wuchs in Virginia auf. Er besuchte die University of Maryland  und wollte Anthropologe werden. Dann machte er ein Praktikum bei Black Entertainment Television (BET) in Washington, D.C. Woodruffs Karriere im Show-Business begann, als er sich bei BET hocharbeitete.
Nach seiner erfolgreichen Tätigkeit bei BET dachte Woodruff, dass es Zeit für einen Wechsel wäre. Diese Änderung kam mit einem Angebot von LaFace Records. Er war drei Jahre bei LaFace, bis er das Gefühl bekam, dass es Zeit war, wieder einmal in seiner Karriere weiterzugehen – er ging nach Los Angeles.
Woodruff hat Videos für Künstler wie Jessica Simpson, Lil’ Kim, Britney Spears, Céline Dion, R. Kelly, Nas, OutKast, Aaliyah, Missy Elliott, TLC, Toni Braxton, Trisha Yearwood, Usher Raymond und viele andere gemacht. Er war für zahlreiche MTV Video Music Awards nominiert und gewann einen VH-1 Fashion Award.

## Filmografie (Auswahl)
- 2003: Honey
- 2005: Beauty Shop
- 2011: Honey 2 – Lass keinen Move aus (Honey 2)
- 2012: Rags (Fernsehfilm)
- 2012–2014: The Game (Fernsehserie, 11 Folgen)
- 2013: A Very Larry Christmas
- 2016: The Perfect Match
- 2016: Honey 3
- 2017–2019: Star (Fernsehserie, 5 Folgen)
- 2017–2020: Empire (Fernsehserie, 5 Folgen)
- 2018–2021: Black Lightning (Fernsehserie, 7 Folgen)
- 2021: Yellowjackets (Fernsehserie, 1 Folge)
- 2023: Truth Be Told (Fernsehserie, 2 Folgen)
- 2025: Elsbeth (Fernsehserie, Folge 2x17)